# Luis Varela
Luis Alberto Varela (* 22. August 1941; † 25. Juni 2021) war ein uruguayischer Fußballspieler.

## Karriere

### Verein
Defensivakteur Varela ist der Neffe von Obdulio Jacinto Varela. Zuvor für Liverpool Montevideo spielend, gehörte er von 1964 bis 1970 dem Kader des Club Atlético Peñarol in der Primera División an. Sein Verein gewann in den Spielzeiten 1964, 1965, 1967 und 1968 jeweils die Uruguayische Meisterschaft. Bei der Copa Libertadores 1965 erreichte seine Mannschaft die Finalspiele gegen CA Independiente, in denen man den Argentiniern letztlich unterlag. Trainer Roque Máspoli stellte Varela in diesen drei Partien jeweils in der Startformation auf. Im Folgejahr sicherten sich die „Aurinegros“ bei der Copa Libertadores 1966 den Titel. In den Endspielen kam Varela allerdings nicht zum Einsatz. In der Copa Libertadores bestritt er für Peñarol von 1965 bis 1969 insgesamt 24 Partien. Im Rückspiel um den Weltpokal des Jahres 1966, den die Montevideaner durch zwei 2:0-Siege über Real Madrid ebenfalls gewannen, lief er von Beginn an auf. 1969 triumphierte sein Klub zudem bei der Supercopa de Campeones Intercontinentales. Als weitere Karrierestation Varelas wird Sud América genannt.
1982 trug ein gleichnamiger Spieler zum Meisterschaftsgewinn des Colón Fútbol Club in der zweiten uruguayischen Spielklasse bei. Ob es sich dabei um denselben Luis Varela handelt, ist nicht ersichtlich.

### Nationalmannschaft
1963 zählte er, vom COU unter dem Namen Luis A. Varela geführt, zum uruguayischen Aufgebot bei den Panamerikanischen Spielen jenes Jahres, das den vierten Turnierrang belegte. Varela war auch Mitglied der A-Nationalmannschaft Uruguays, für die er zwischen dem 4. Januar 1967 und dem 2. Februar 1967 sechs Länderspiele absolvierte. Ein Länderspieltor erzielte er nicht. Varela gehörte zum Aufgebot Uruguays bei der Südamerikameisterschaft 1967, bei der die von Juan Carlos Corazzo betreute Celeste den Titel gewann.

### Erfolge
- Südamerikameister: 1967
- Weltpokal: 1966
- Copa Libertadores: 1966
- Supercopa de Campeones Intercontinentales: 1969
- Uruguayischer Meister: 1964, 1965, 1967, 1968